# Gynoplistia tergogibbosa
Gynoplistia tergogibbosa är en tvåvingeart som beskrevs av Alexander 1971. Gynoplistia tergogibbosa ingår i släktet Gynoplistia och familjen småharkrankar. Inga underarter finns listade i Catalogue of Life.